# Arenopontia ishikariana
Arenopontia ishikariana är en kräftdjursart som beskrevs av Ito 1968. Arenopontia ishikariana ingår i släktet Arenopontia och familjen Leptopontiidae. Inga underarter finns listade i Catalogue of Life.